# 革叶飞蓬
革叶飞蓬（学名：Erigeron schmalhausenii）为菊科飞蓬属的植物。分布于俄罗斯以及中国大陆的新疆等地，生长于海拔2,100米的地区，常生于山坡冰积石及砾石中，目前尚未由人工引种栽培。